# Hanul Manuc
Hanul Manuc (sau Hanul lui Manuc) este unul dintre cele mai importante obiective turistice din București, monument istoric, loc de petrecere a timpului liber în restaurantele, cafenelele și magazinele pe care le găzduiește în prezent. Se prevede ca, în viitor, prin eforturile moștenitorilor, să-și recapete și menirea de hotel. 
Întemeietorul său, Manuc Bei (Manuc Mârzaian), s-a născut în 1769 la Rusciuc. În vremea sultanului Mustafa al IV-lea a obținut demnitatea de dragoman. În anul 1808 a fost numit, simbolic, Bei al Moldovei.
Hanul Manuc este locul unde a fost semnat Tratatul de la București din 1812 în urma căruia a rezultat ocuparea teritoriului Principatului Moldovei dintre Prut și Nistru de către Imperiul Rus.

## Construirea hanului

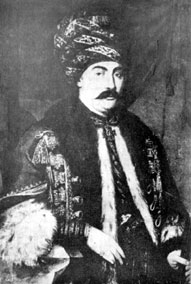
Manuc Bei

În 1806, Manuc ajunge în capitala Țării Românești, și este silit să se stabilească aici pe termen lung din pricini legate de războiul ruso-turc. În a doua jumătate a aceluiași an începe construcția hanului, ce va fi terminată în 1808. La vremea aceea, arhitectura sa era destul de inovativă, deoarece Manuc dorea ca hanul său să nu aibă alura de fortăreață a celor din secolul al XVIII-lea.
Terenul pe care este construit a aparținut, până la sfârșitul secolului al XVIII-lea, Curții domnești. Odată cu acest teren Manuc Bei mai cumpără și alte moșii: Dragomireștii din Vale, Dragomireștii din Deal, Curtea Veche, Bolasca, Trămudeasca, Giulești, Popești, Mudurgan, Brobodeț, Hagi-Gheorghe, Cuhnești, și altele, pomenite în testamentul său din 1815.
Arhitectura exactă a hanului în configurația sa inițială nu se cunoaște, însă, din descrierile de la începutul secolului al XIX-lea reiese că la subsol se aflau 15 pivnițe boltite, la parter existau 23 de prăvălii, două saloane mari, zece magazii, camere de servitori, bucătării și un tunel în care încăpeau cam 500 de persoane. Etajul dispunea de 107 odăi, cele mai multe folosite pentru oaspeți. În curtea interioară exista o cafenea și o mică grădină cu fântână arteziană.
Între fațada dinspre Dâmbovița și râu se costruise un chei de piatră, lat de peste un metru. Mai târziu, după ce Dâmbovița a fost canalizată pentru deschiderea Halei de Carne, lângă această fațadă s-au mai adăugat câteva prăvălii.

## Soarta hanului după moartea lui Manuc

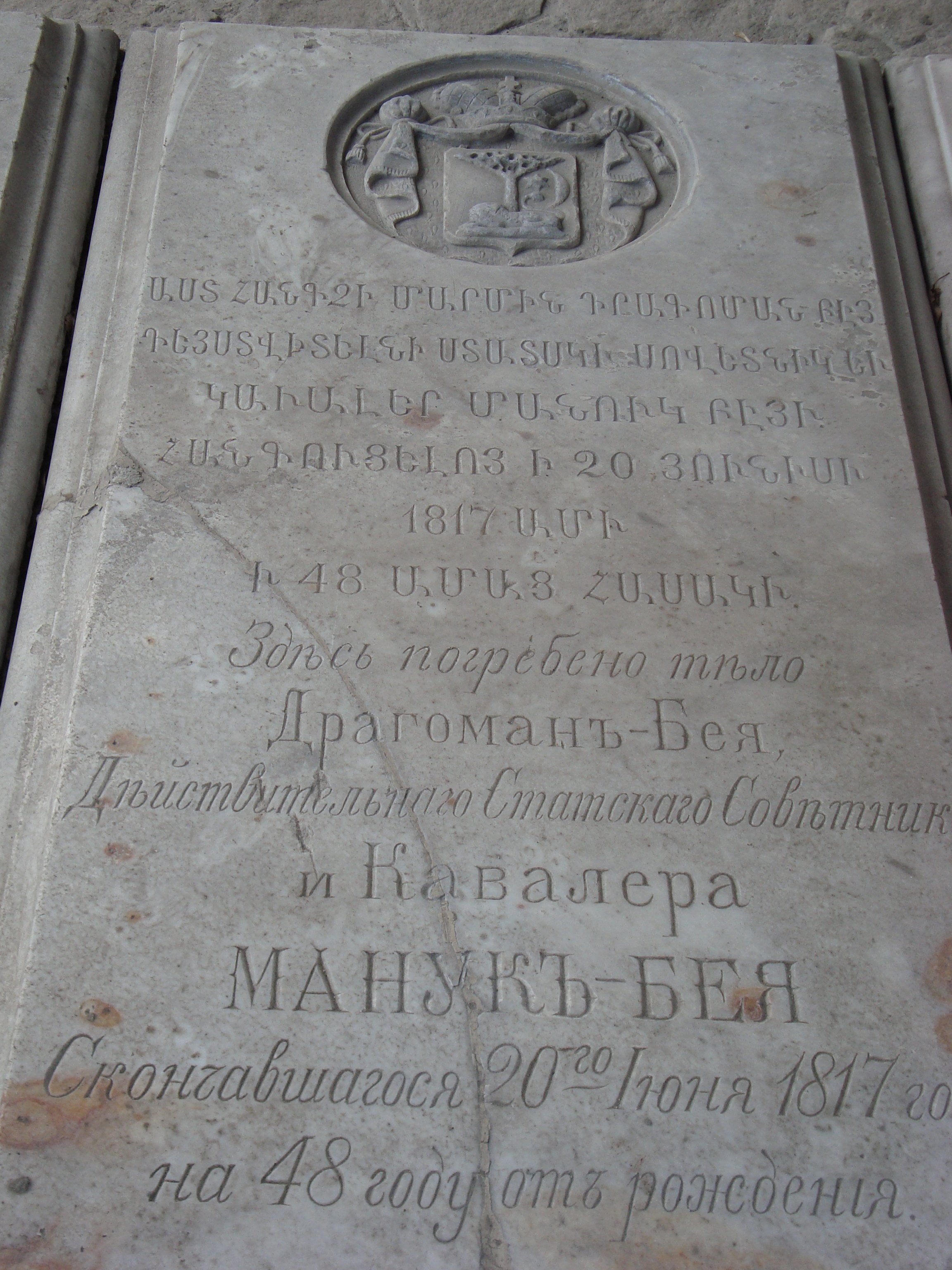
Mormântul lui Manuc din curtea Bisericii Armenești din Chișinău

După terminarea războiului ruso-turc, Manuc se mută cu familia sa la  moșia Hîncești. Distanța mare îl impiedica acum să mai tragă toate foloasele de pe urma hanului, astfel că hotărăște să îl vândă. Începe să facă demersuri pentru vânzare la sfârșitul anului 1816, dar moare în împrejurări incerte la 20 iunie 1817, posibil printr-un accident de călărie, înainte de a găsi un cumpărător. Deoarece toți copiii săi erau minori la acea vreme, averea este administrată de o epitropie. Cea mai mare parte a averii se afla în Țara Românească și era greu de administrat, așa că epitropii moștenitorilor decid să arendeze toate proprietățile. 
În decembrie 1827, toate averile din Țara Românească, inclusiv hanul, sunt luate în arendă de Dimitrie D. Dedu și Nicolae Alexiu. 

### Cutremurul din 1838
La 11 ianuarie 1838 are loc un cutremur care afectează destul de serios structura clădirii. În data de 15 ianuarie,  Faiser, arhitectul-șef al Bucureștiului, raportează Sfatului Orașului:
„Cercetând starea Hanului lui Manuc am văzut că la partea dinspre Dâmbovița zidurile s-au zmintit, plecându-să într-o parte cu vreo trei țoluri din a lor cumpănire; pentru aceia dar supui aceasta în cunoștința cinstitului Sfat ca să binevoiască fără întârziere a face cuvenita punere la cale ca să să îndatoreze chiriașii acei părți a eși din lăcuințele lor spre depărtarea primejdii ce-i amenință starea cea proastă a pomenitelor ziduri. '”
Ca rezultat al acestei constatări, se formează o comisie care, după ce inspectează clădirea recomandă dărâmarea și reconstrucția unei mari părți a acesteia. Murat, fiul lui Manuc, acum moștenitor cu drepturi depline, nu este de acord cu această soluție, și timp de mai mulți ani, până în 1841, are loc un șir de jalbe, de cereri, de amenințări și expertize ce au ca obiect reparațiile la han. În cele din urmă, în 1841 sau 1842, Murat decide să vândă hanul, deoarece presiunile pentru reparații erau foarte mari, iar costurile ar fi făcut din păstrarea hanului o afacere neinspirată.

### Hanul la mijlocul secolului XIX

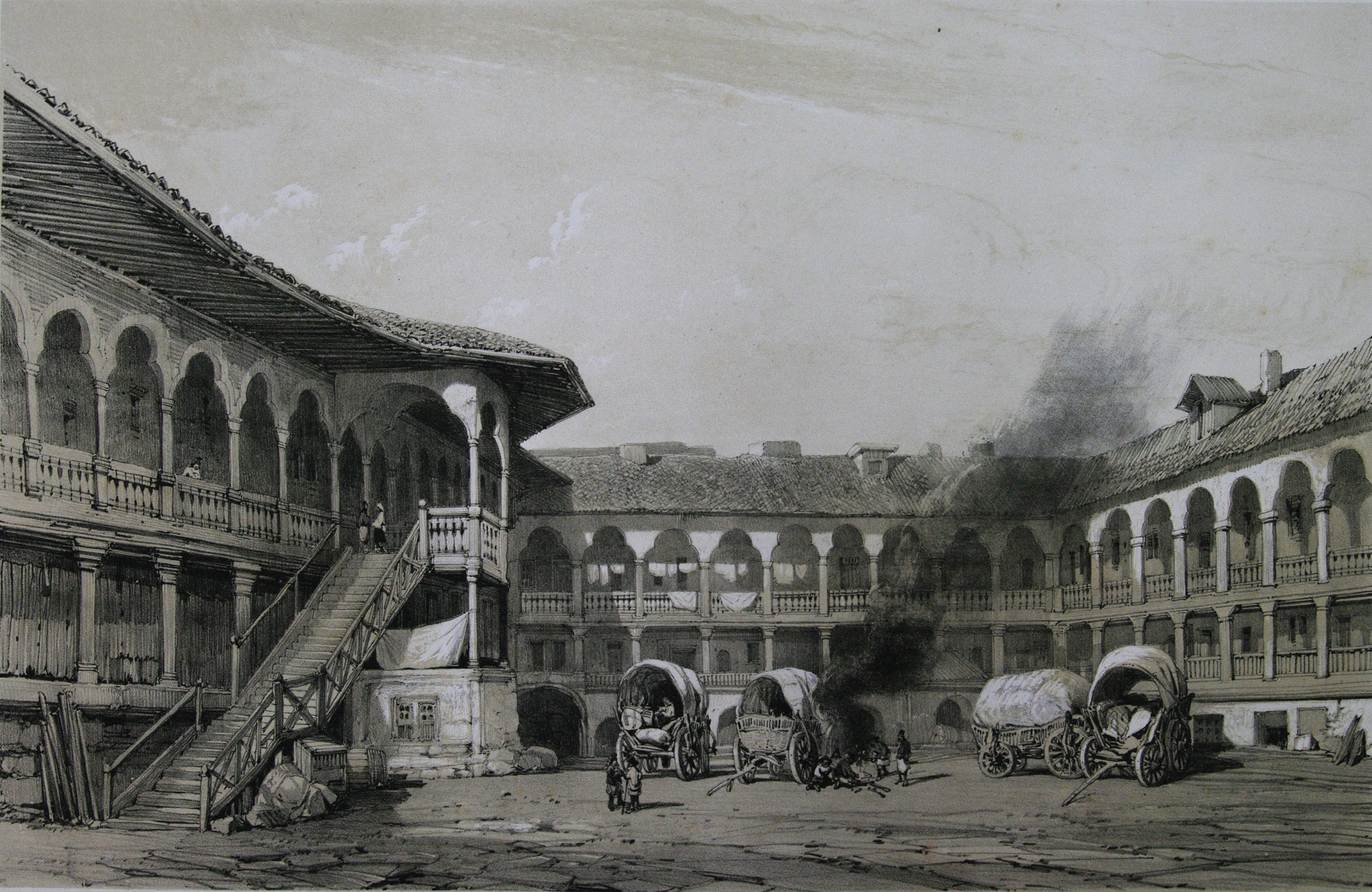
Hanul Manuc la 1841. Desen de M. Bouquet

Hanul este cumpărat de pitarul Dimitrie Iconomidis (Economu), în asociere cu alte două persoane. Dimitrie moare în 1854, lăsându-și averea prin testament, împărțită egal celor trei copii. Aceștia continuă să exploateze hanul până în 1860, când îl dau în arendă lui Milan Lomovici. Contractul de arendă nu cuprindea toate încăperile hanului, și avea o valabilitate de patru ani, cu termen la 23 aprilie 1864. Dintre clauzele acestui contract se remarcă una, destul de atipică pentru acele vremuri:
„Se îndatorează dumnealui a se purta cu toată ceruta complezență, atât către pasageri, cât și ceilalți chiriași anuali ai hanului, dând fiecăruia onoarea ce merită, ca prin acest mijloc să nu se smintească reputația hanului.”

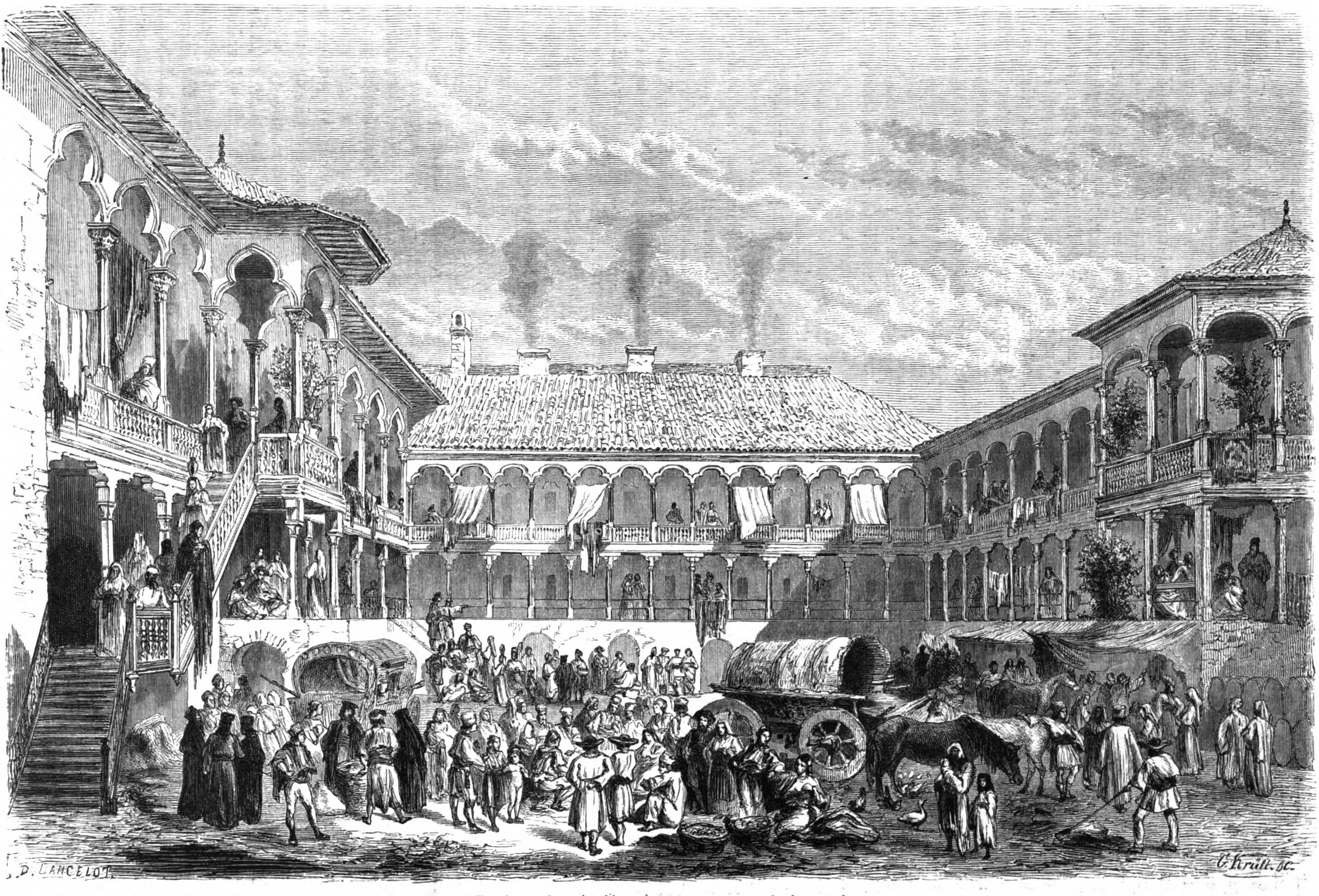
Hanul lui Manuc pictat de Lancelot în 1860

Pictorul francez Dieudonné Auguste Lancelot a vizitat pe la 1860 Bucureștiul și cu această ocazie a imortalizat imaginea unei zile obișnuite la Hanul Manuc. În însemnările sale, el nota:
„Oamenii cu nervii delicați, cu pielea subțire, vor face bine să nu intre în acest han, dar curioșii, doritorii de a cunoaște trecutul, vor avea ce să vadă. S-a păstrat neatinsă prima sa fizionomie, întunecată din nenorocire de necurățenie.

Cele două rânduri de galerii care leagă între ele patru mari corpuri de case, scara cea mare care servește cele două caturi, foarte elegantă, sub un chioșc cu acoperiș țuguiat și cu căpriori ieșeți afară sunt împodobite cu stâlpi și cu balustrade de un gust frumos și cu finețe lucrate. Am putea zice că e un palat de lemn; ar merita să fie restaurat, ceea ce nu ar costa prea mult, și să i se dea o destinație mai bună.[...] Galeriile în care se deschid odăile servesc de loc de plimbare și de săli comune. Sub ochii tuturor, fiecare face ca la el acasă.[...]”

### Hotel "Dacia"
În 1861 sau 1862 stabilimentul este vândut din nou, de această dată proprietar devenind Lambru Vasilescu. Acesta investește în reparația clădirii și îi schimbă numele în "Marele Hotel Dacia" ("Grand Hotel de la Dacie"). Acesta dispunea acum de două săli mari, care în curând au început să fie folosite pentru petreceri ale lumii bune a Capitalei și pentru diferite evenimente mondene. Începând cu iarna anului 1878 în aceste săli au început să fie organizate spectacole de teatru de către I. D. Ionescu. În 1879 la Hotelul Dacia a avut loc spectacolul susținut de iluzionistului american James Lwone, care a atras o mare mulțime.
De trei ori pe săptămână aveau loc baluri mascate, și ele de un real succes, datorat în mare parte violonistului Ludovic Wiest, care conducea orchestra.

## Evenimente importante

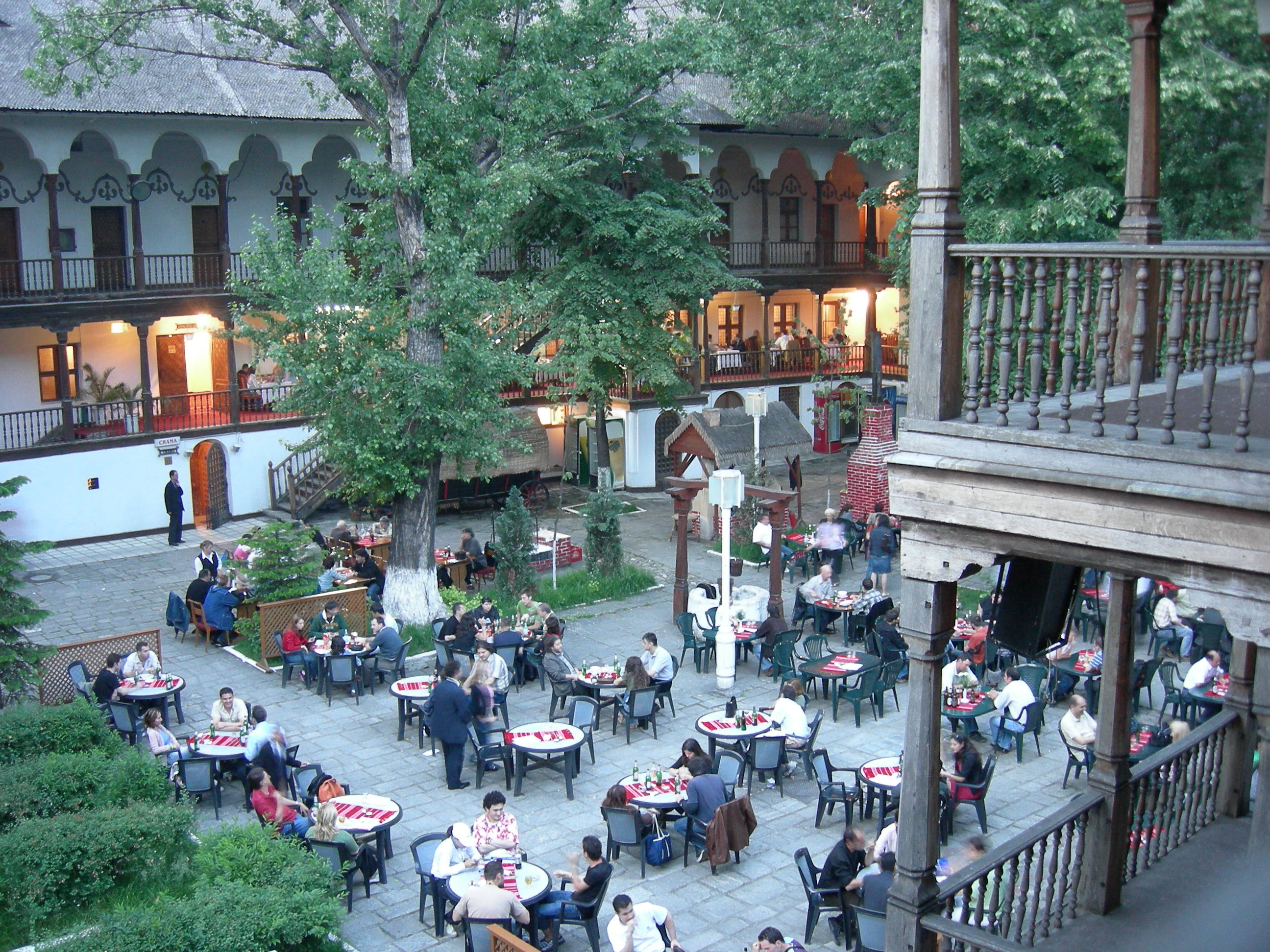
Ograda Hanului Manuc, 2006

Hanul a găzduit pe demnitarii care au purtat negocierile de pace ce aveau să pună capăt războiului ruso-turc (1806-1812), precum și convorbirile preliminare.
Sala Dacia a găzduit, în anii de dinaintea primului război mondial, întâlnirile politicienilor care doreau intrarea în război și unirea României cu Transilvania și Bucovina (Take Ionescu, Octavian Goga, Barbu Ștefănescu Delavrancea, Nicolae Filipescu ș.a.)
Cădirea a fost supusă unor restaurări importante în anii: 1848, 1863, 1966-1970, 1991–1992 si 2009.

## Galerie

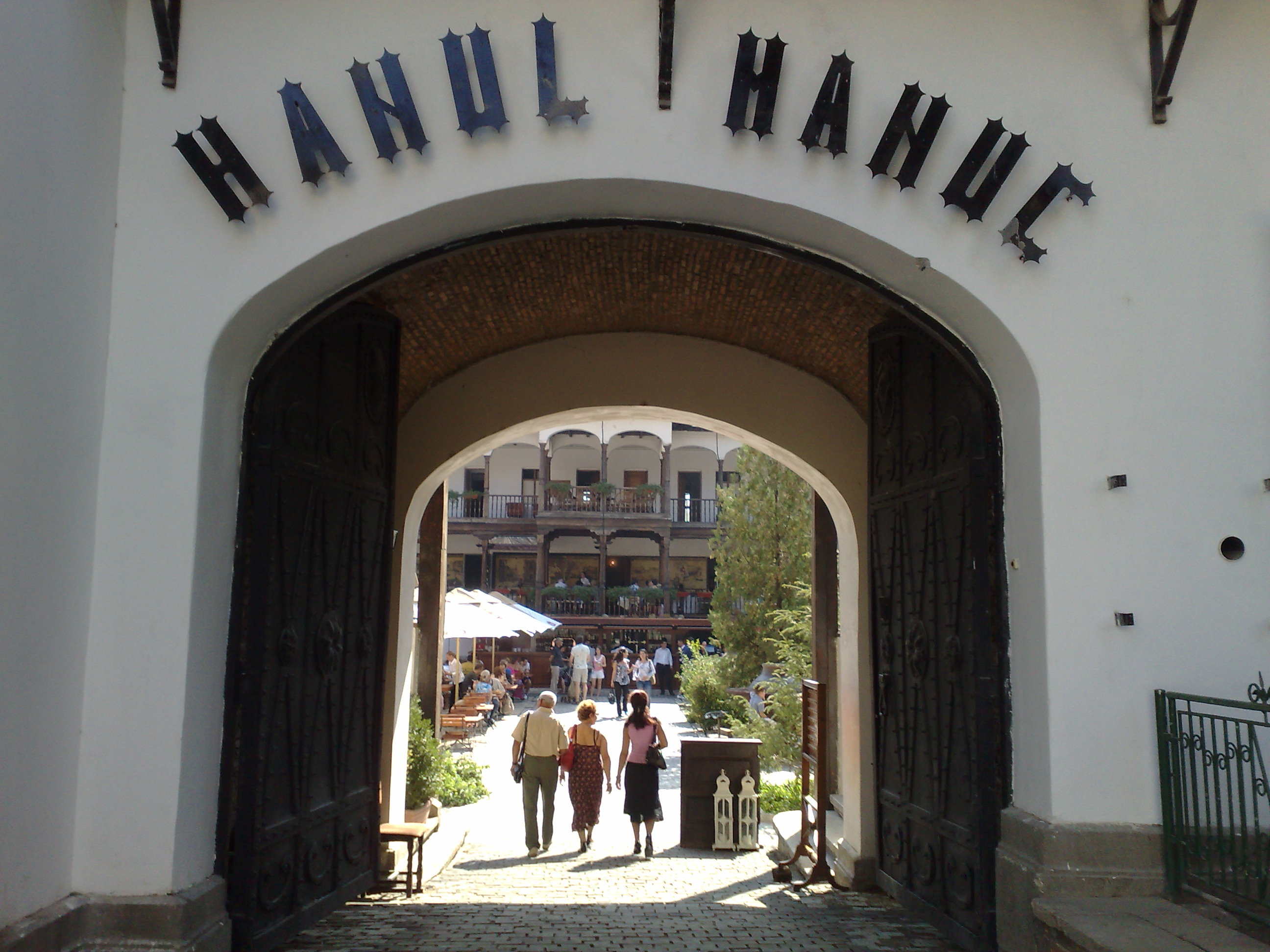
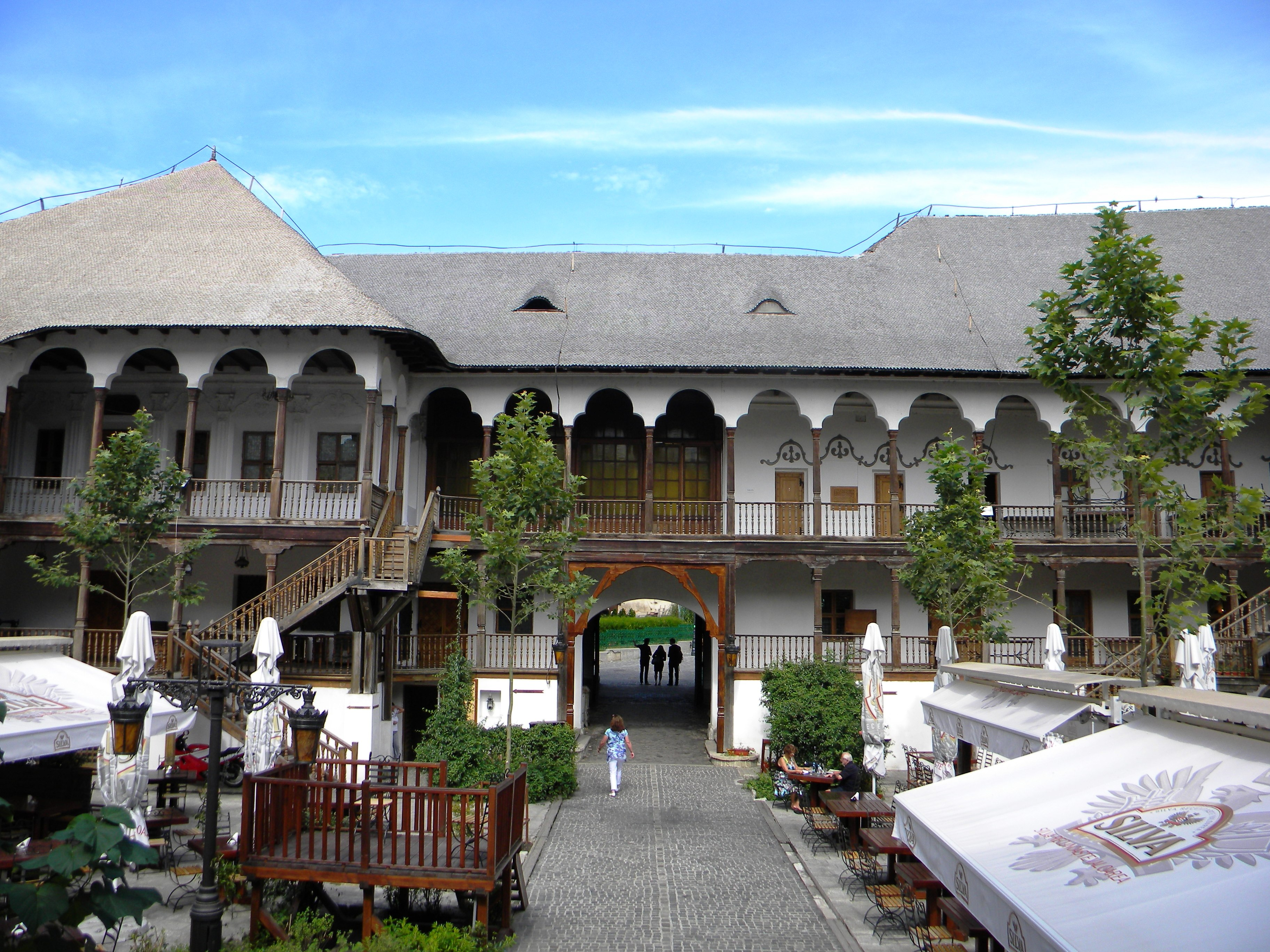
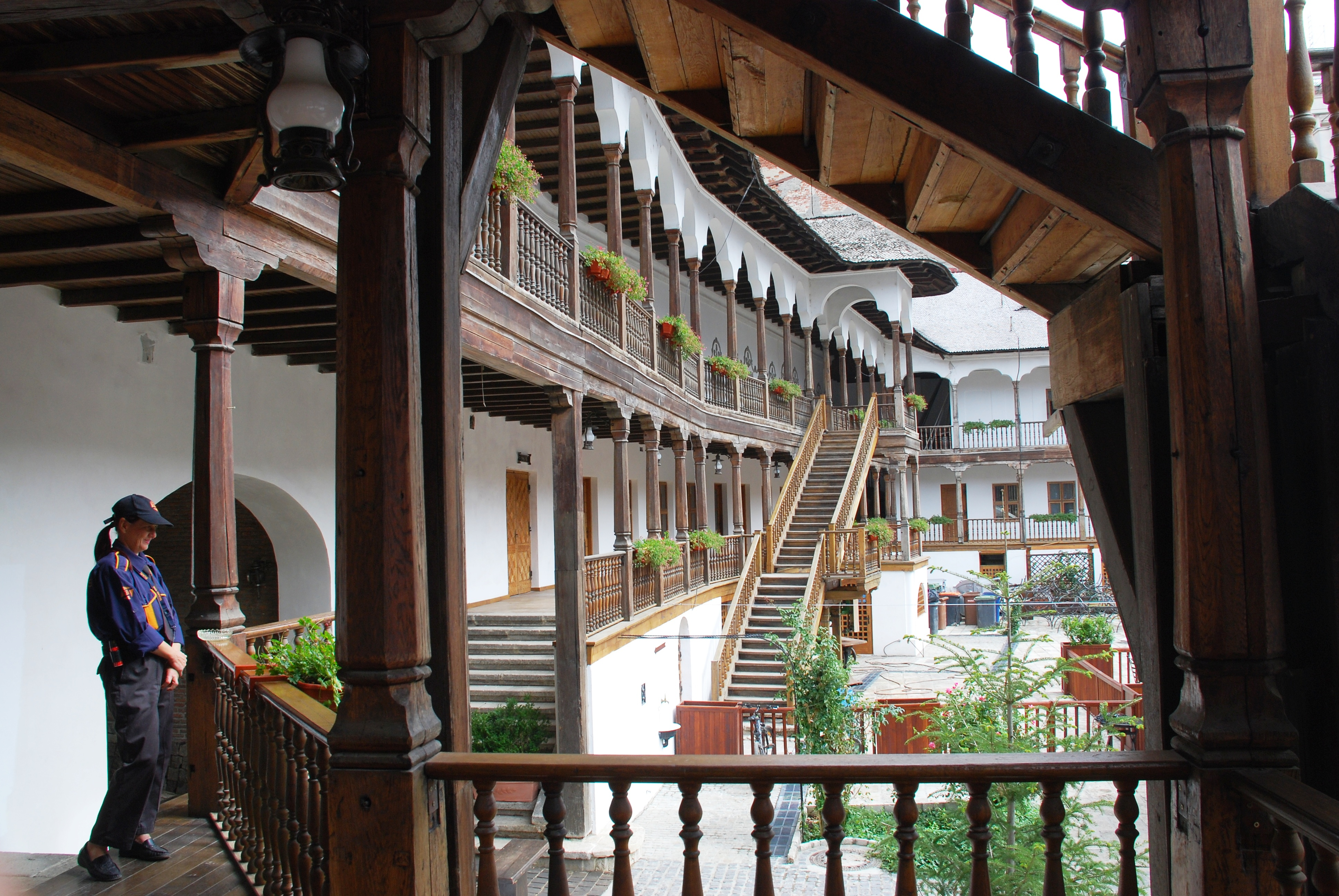
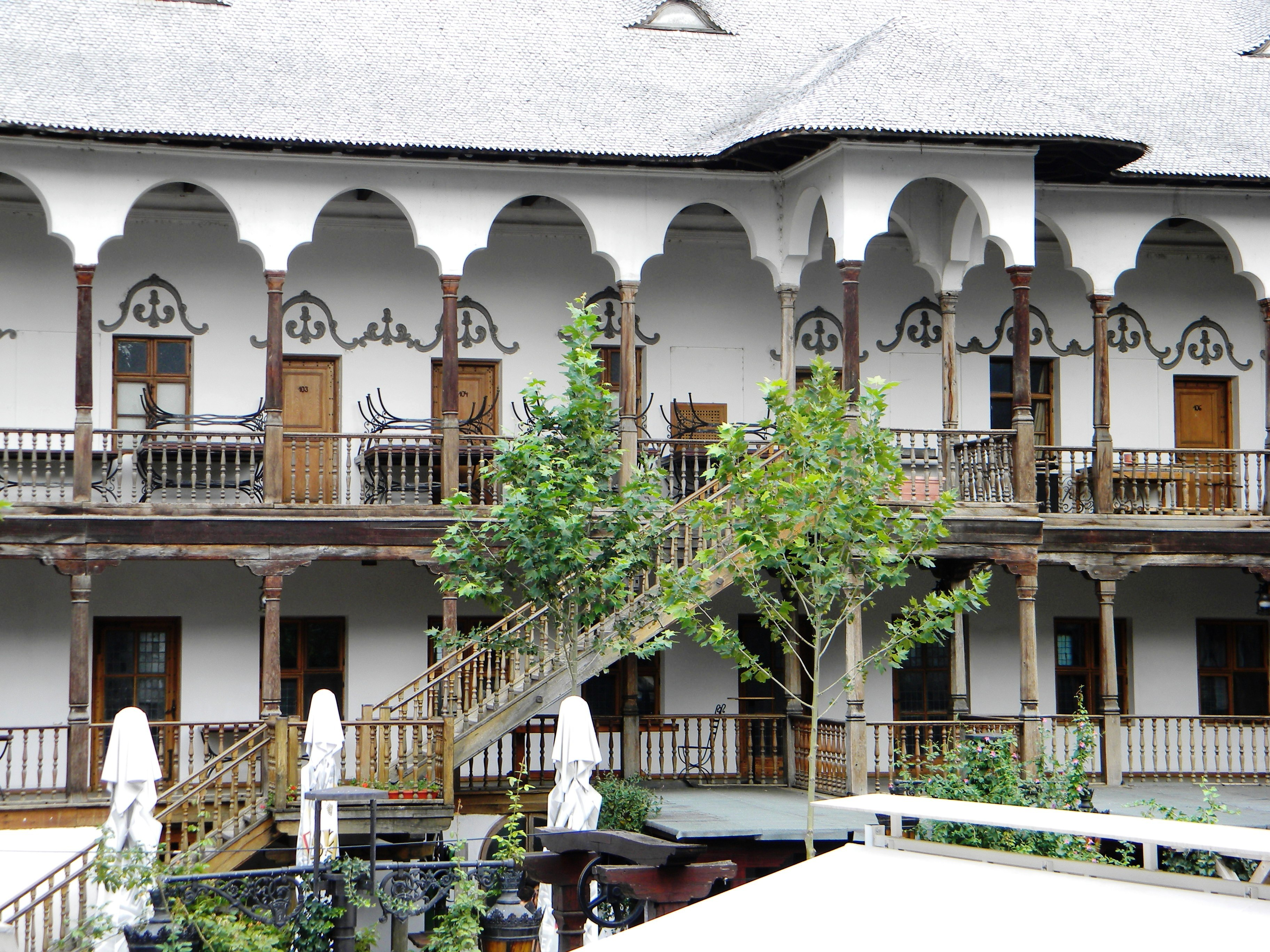
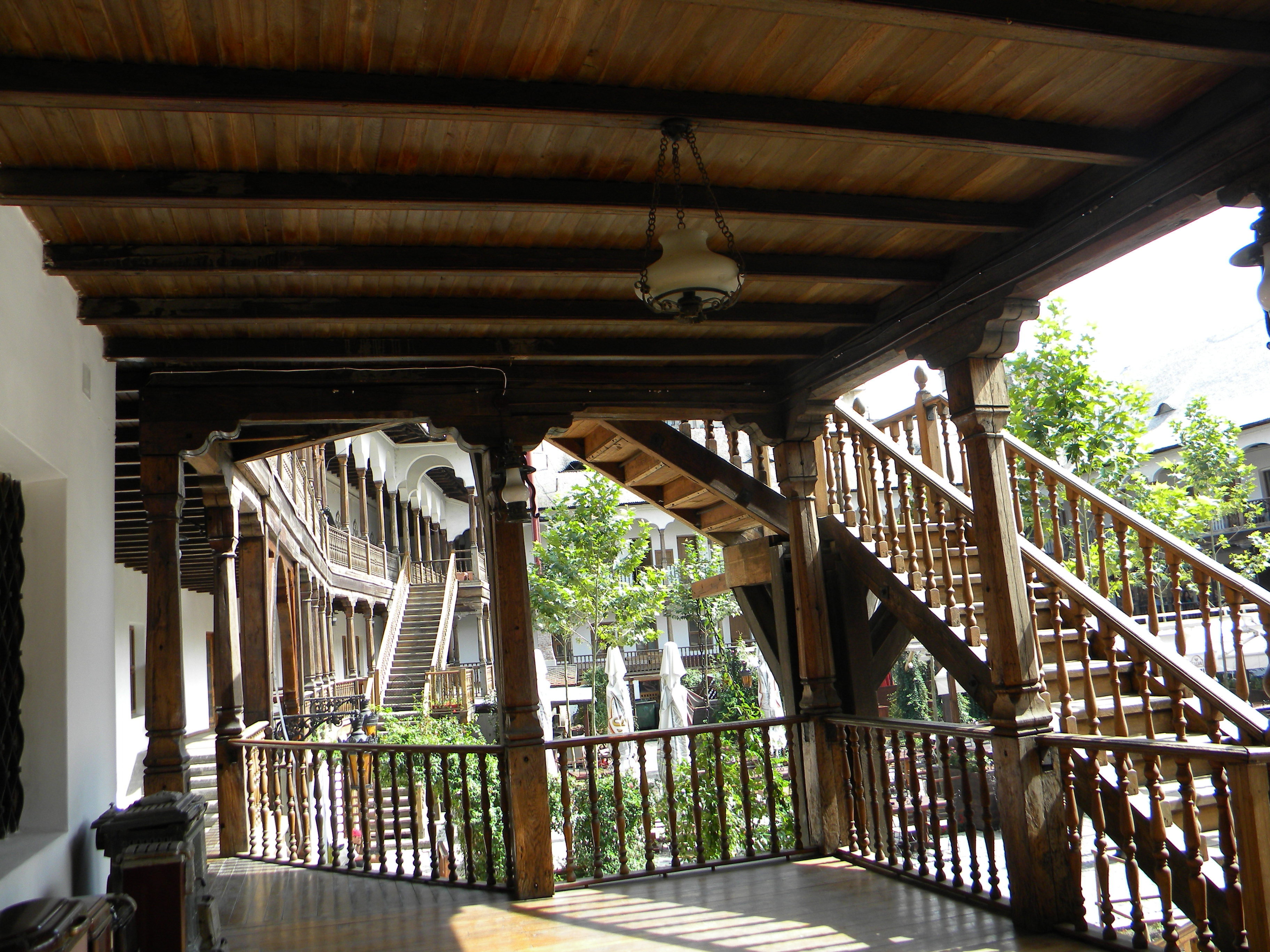
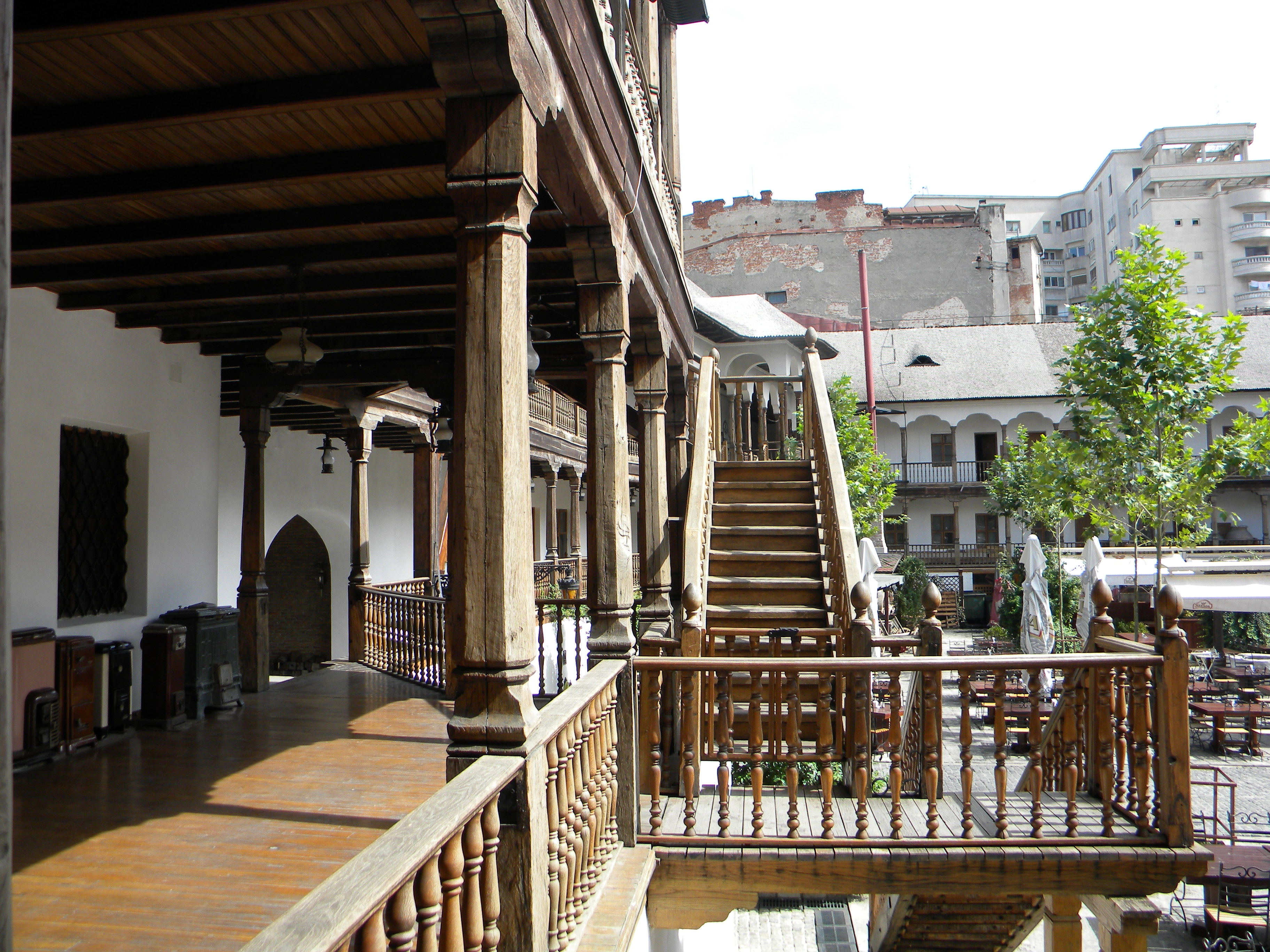
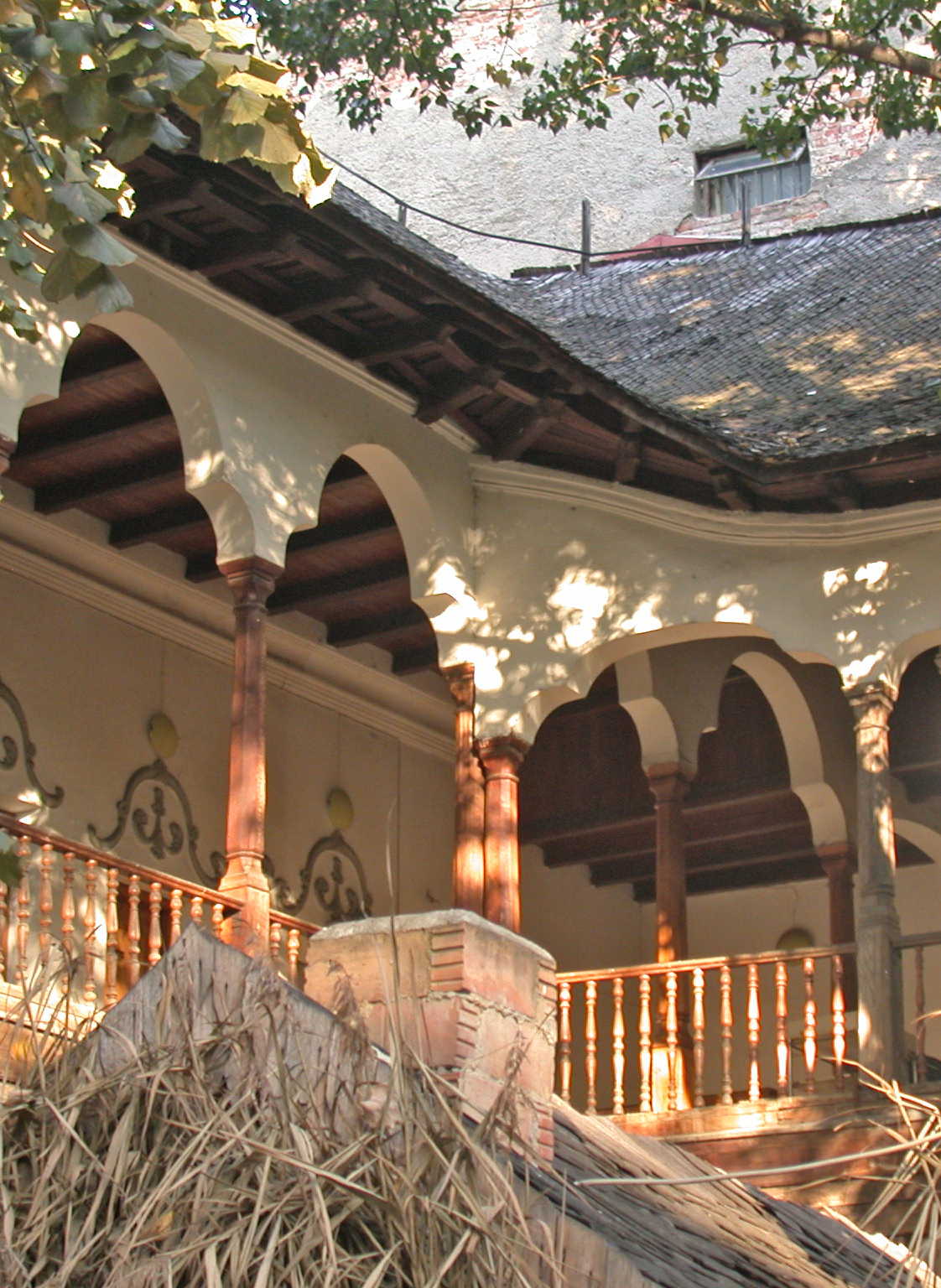
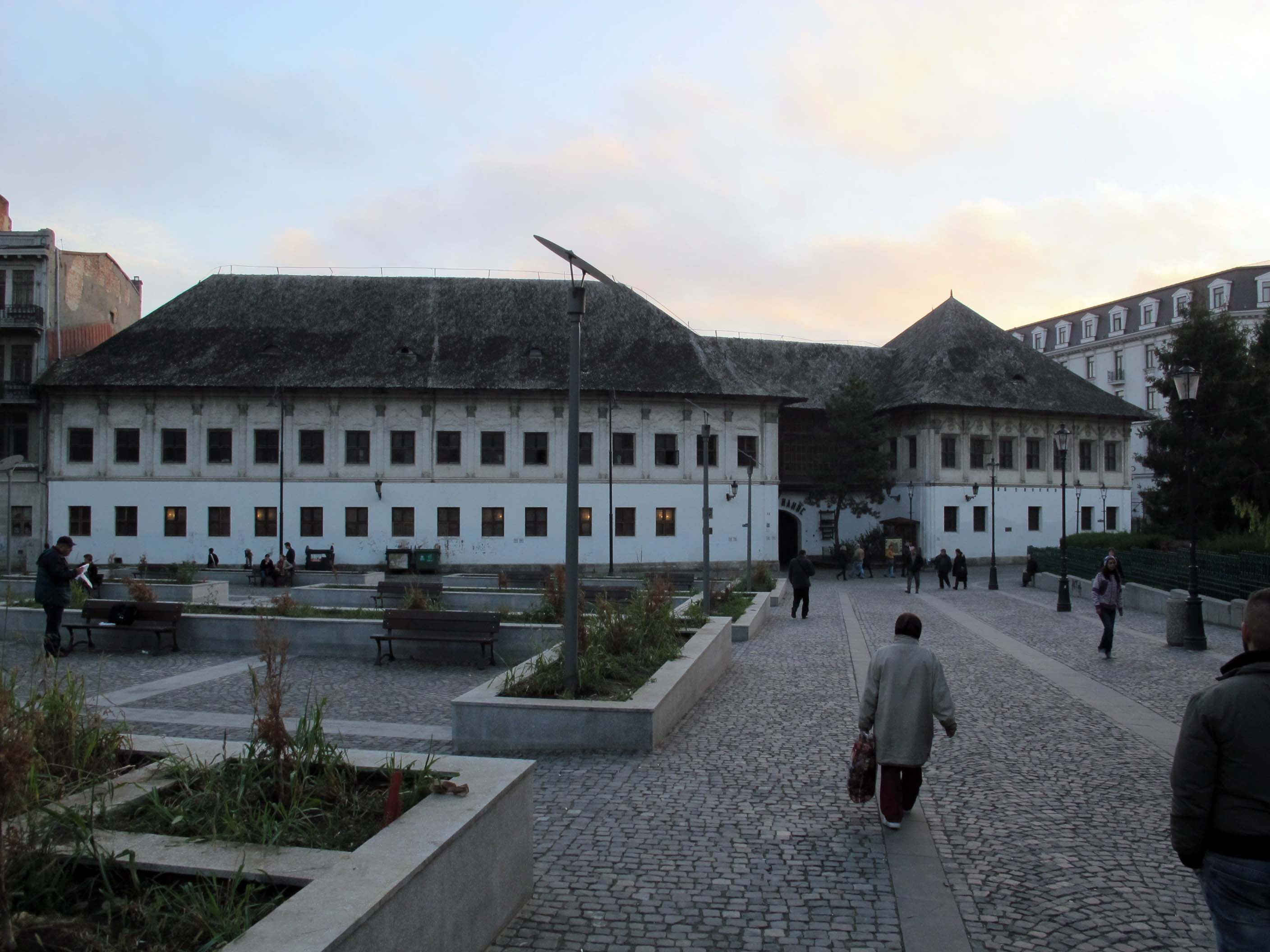